# Otto Trefný
Otto Trefný (9. února 1932 Slavětín nad Ohří – 2. března 2019 Praha) byl český a československý lékař, zdravotník československé hokejové reprezentace, politik Komunistické strany Československa a poslanec Sněmovny lidu Federálního shromáždění za normalizace.
Jeho zetěm byl Antonín Rosa st., jeho vnukem byl Antonín Rosa ml.

## Biografie
Absolvent Gymnázia Teplice z roku 1951. K roku 1981 se profesně uvádí jako primář úrazové chirurgie. Působil jako primář II. chirurgického oddělení Krajské nemocnice v Ústí nad Labem. Více než třicet let působil také ve zdravotní komisi československého hokejového svazu z toho po dvě dekády jako lékař československé hokejové reprezentace. Coby lékař byl přítomen několika světovým šampionátům a šesti olympijským hrám. Během ZOH v roce 1976 byl vyloučen z účasti na olympijských hrách, protože měl dovolit kapitánovi Františku Pospíšilovi použít nepovolený přípravek kodein. Trefný i Pospíšil se obhajovali tím, že kodein byl povolen na mistrovství světa a o jeho zákazu na olympiádě nevěděli. Hokejista jej dostal předepsaný kvůli chřipce. Trefný pak byl na dva roky vyloučen z velkých sportovních akcí. V roce 2017 byl uveden do Síně slávy českého hokeje.
Ve volbách roku 1981 usedl za KSČ do Sněmovny lidu (volební obvod č. 53 – Ústí nad Labem, Severočeský kraj). Mandát obhájil ve volbách roku 1986 (obvod Ústí nad Labem). Ve Federálním shromáždění setrval do konce funkčního období, tedy do voleb roku 1990. Netýkal se ho proces kooptací do Federálního shromáždění po sametové revoluci.
Státní bezpečnost ho evidovala jako agenta s krycími jmény „Oskar“ a „Jarda“.